# جوزيف بروبست
جوزيف بروبست (بالفرنسية: Joseph Probst)‏ هو رسام لوكسمبورغي، ولد في 18 نوفمبر 1911 في Vianden ‏ في لوكسمبورغ، وتوفي في 8 يوليو 1997.